# Amblypodia cephalus
Amblypodia cephalus är en fjärilsart som beskrevs av Weber 1801. Amblypodia cephalus ingår i släktet Amblypodia och familjen juvelvingar. Inga underarter finns listade i Catalogue of Life.